# Psorothamnus polydenius
Psorothamnus polydenius  es un arbusto de la familia de las fabáceas. Es originaria de los desiertos del suroeste de los Estados Unidos desde el desierto de Mojave en California a Utah.

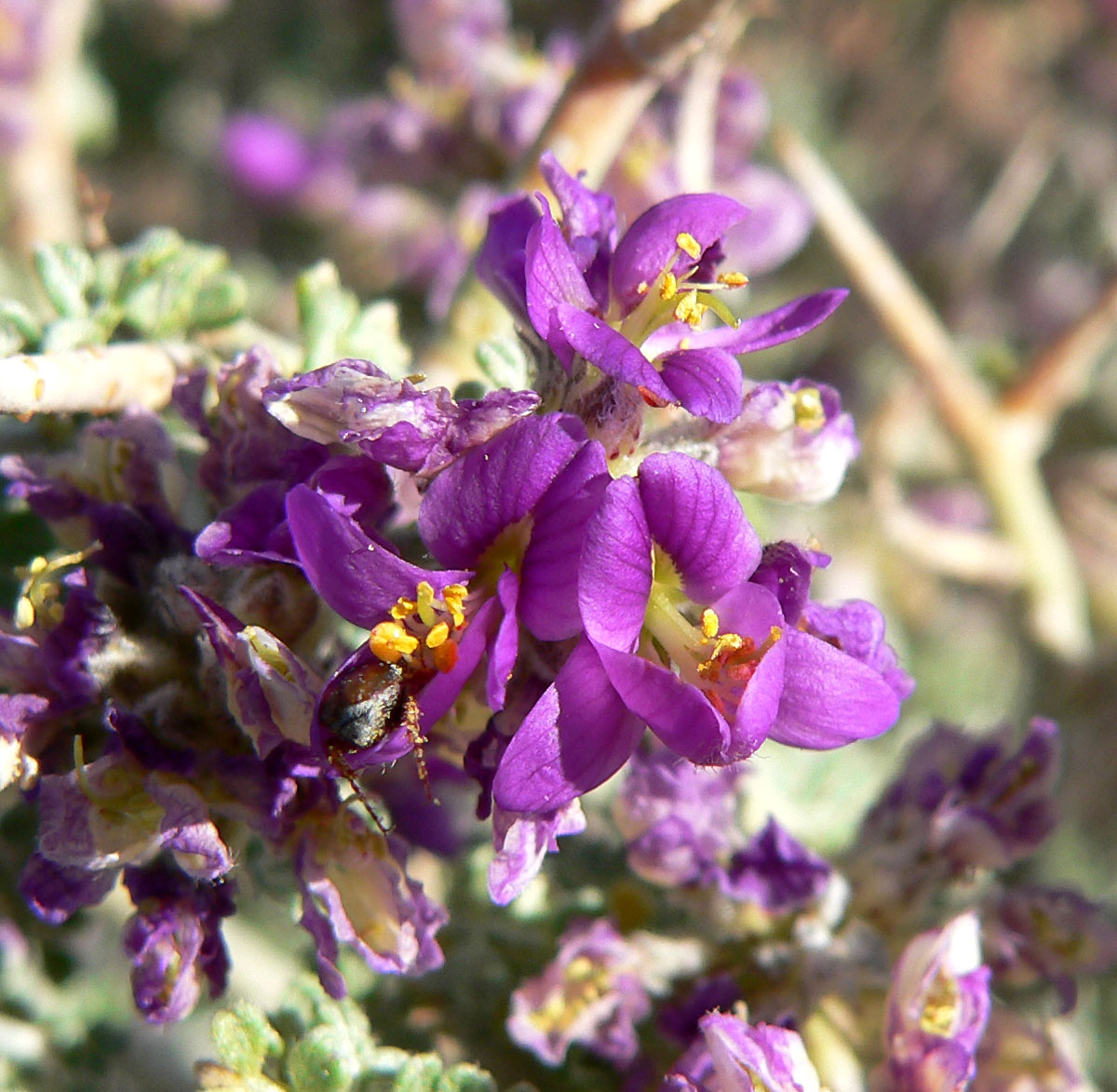
Detalle de la inflorescencia

## Descripción
Psorothamnus polydenius es un arbusto que alcanza una medida superior a un metro de altura. Sus tallos están muy ramificados con ramas recubiertas de pelos suaves, ásperas o sedosas y glándulas visible. Las hojas son pequeñas cada una formada por unos cuantos pares de foliolos ovales o redondeadas de unos pocos milímetros de largo.
La inflorescencia es un denso racimo o agrupación de espigas de flores. Cada flor tiene un color rosado púrpura de alrededor de medio centímetro de largo. El fruto es una pequeña vaina leguminosa que contiene una semilla.
Una variedad de esta especie, Psorothamnus polydenius var. jonesii, es endémica de Utah .

## Taxonomía
Psorothamnus polydenius fue descrita por (Torr. ex S.Watson) Rydb. y publicado en North American Flora 24(1): 46, en el año 1919.
Sinonimia
- Dalea polydenia Torr.
- Dalea polydenia S.Watson
- Dalea polydenia var. subnuda S.Watson
- Parosela polydenia (S.Watson) A.Heller
- Parosela polydenia var. subnuda (S.Watson) Parish
- Psorothamnus subnudus (S.Watson) Rydb.[3]